# Werner Witschi
Werner Witschi (* 10. Juni 1906 in Urtenen; † 24. Dezember 1999 in Bolligen) war ein Schweizer Maler und Eisenplastiker.

## Leben
Werner Witschi absolvierte nach der Maturität die Ausbildung zum Sekundarlehrer an der Universität Bern, die er 1928 mit dem Lehrerpatent abschloss. Von 1928 bis 1929 besuchte er die Académie de peinture von André Lhote in Paris, gelegentlich auch die Académie Julian bei Roger Bissière und Amédée Ozenfant sowie Grafikkurse bei Stanley William Hayter. Seine Weiterbildung in figürlichem Zeichnen betrieb er an der Kunstgewerbeschule Bern.
Von 1929 bis 1930 amtete er als Lehrer am «Institut Briener» in Flims-Waldhaus, von 1930 bis 1963 als Sekundarlehrer in Bolligen, von 1963 bis 1971 als Zeichenlehrer am Seminar der Neuen Mädchenschule Bern.
Diverse Studienaufenthalte führten ihn nach Florenz, Paris und Perugia.
Werner Witschi starb 1999 in Bolligen.

## Werk

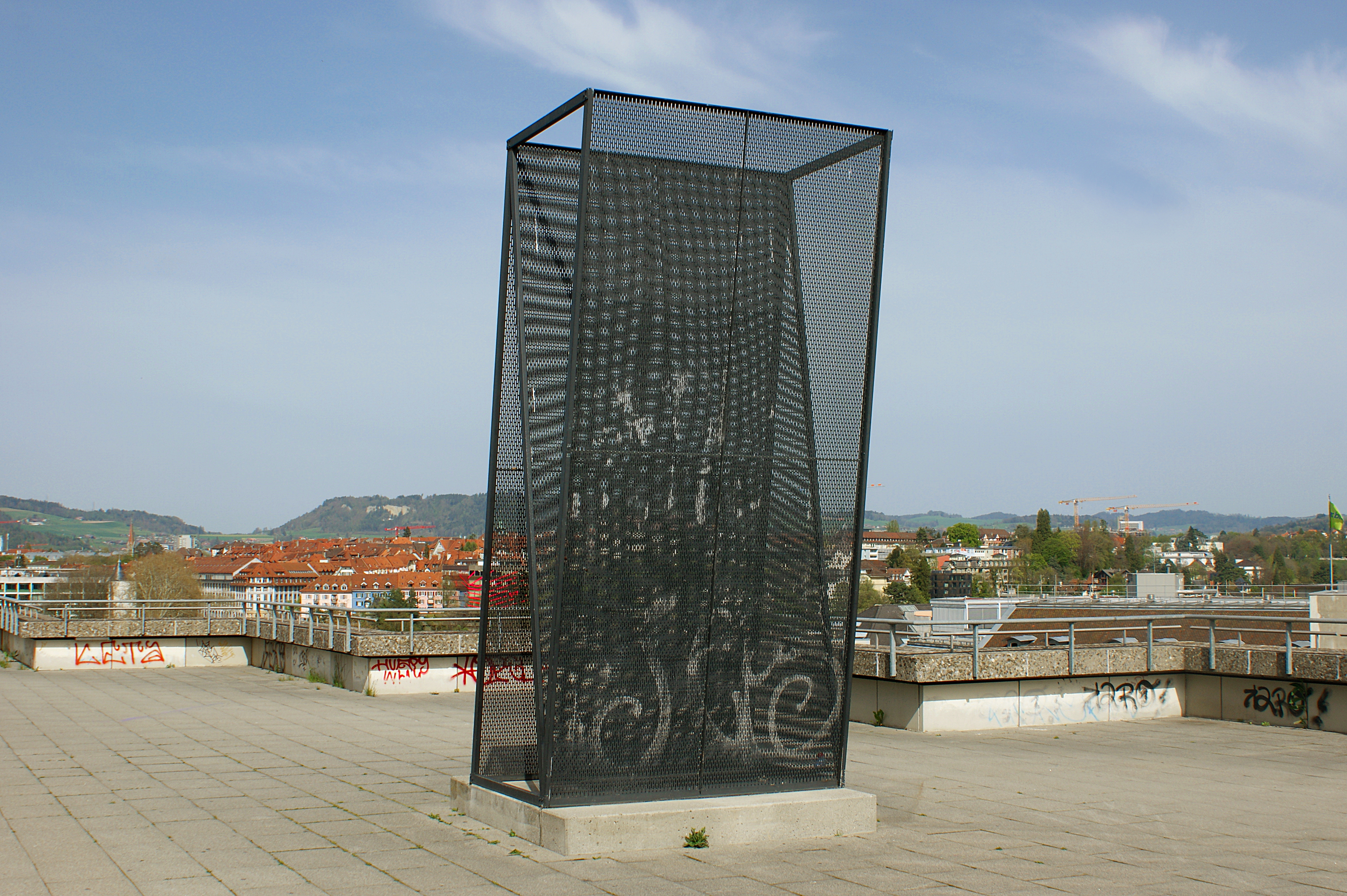
Grosses Moiré-Objekt vor dem Institut für Exakte Wissenschaften in Bern (1973)

Das frühe gegenständliche Werk in Öl der Jahre 1924–1953 wurde von Schiefer-Monotypien und Papierreliefs abgelöst, mit denen er ab 1961 ein geometrisches Formenvokabular einführte. Parallel zu den Papierreliefs stiess Witschi ab 1950, inspiriert von Jean Dubuffet, mit Holz- und Metallreliefs in die Dreidimensionalität vor. Aus gebogenen Drähten, Holzteilen und geschwärztem Eisen entwickelte er erste Raumplastiken.
1966 wendete sich Witschi der Kinetik zu, indem er Pendel in Form von Stabreihen, an deren Enden streng geometrische oder biomorphe Bleche befestigt sind, auf Metallstäbe setzte. Ab 1966 erzeugte der Künstler mit Pendeln Moiré-Wirkungen, indem er Lochbleche parallel hintereinander fügte oder drehbare Gitterräume in ein Metallgestell hängte. Diese Netzstrukturen bewirken durch Bewegung sich ständig verändernde Interferenzmuster von raumgrafischer Wirkung. Ab 1973 entstanden stabile Moiré-Objekte mit schrägen, gebogenen oder gewölbten Gitterflächen, die aufgrund des kaustischen Effektes optische Phänomene erzeugen.
Werke von Witschi befinden sich unter anderem in folgenden öffentlichen Sammlungen: Kunstmuseum Bern, Kunstsammlung der Stadt Biel, Sammlung Werner Witschi Bolligen; Kunsthaus Grenchen, Kunsthalle zu Kiel, Kunstmuseum Solothurn, Kunstsammlung der Stadt Thun sowie Kunsthaus Zürich.

## Werke im öffentlichen Raum (Auswahl)

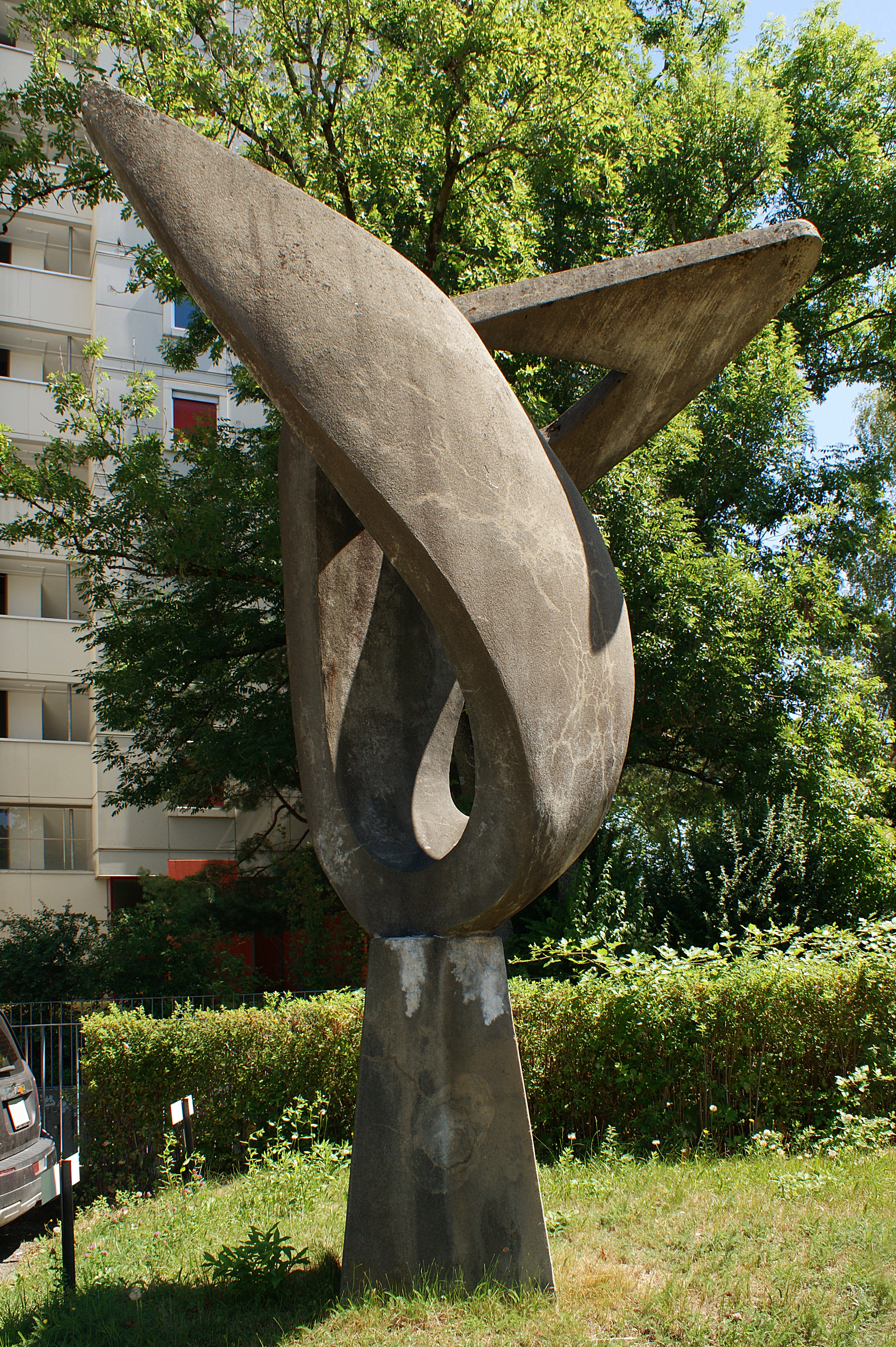
Betonplastik Flug in Bern-Bethlehem (1957)

| Jahr      | Werk                                 | Material            | Standort                                 | Ortschaft/Gemeinde         | Anmerkungen, Einzelnachweise               |
| --------- | ------------------------------------ | ------------------- | ---------------------------------------- | -------------------------- | ------------------------------------------ |
| 1957      | Flug                                 | Beton               | Hochhäuser Neuhaus                       | Bern-Bethlehem             |                                            |
| 1961      | Offene Raumsäule                     | Eisen               | Zähringerstrasse 3 im Länggassequartier  | Bern                       |                                            |
| 1962      | Raumwinkel horizontal                | Stahl               | Tiefenauspital                           | Bern                       |                                            |
| 1962      | Fliegende Dreieck-Viereckentwicklung | Stahl               | Institut für Meereskunde                 | Kiel                       |                                            |
| 1963      | Aufdrehende Winkel                   | Stahl               | Kaiser-Karl-Schule                       | Itzehoe                    |                                            |
| 1963–1964 | Schwörende Hände                     | Stahl               | Schiffstation                            | Flüelen                    | (entstanden für die Expo 1964 in Lausanne) |
| 1966      | Jubilate                             | Eisen               | Kirchgemeindehaus Bolligen               | Bolligen                   | [ 1 ]                                      |
| 1968      | Ringpendel                           | Stahl               | Untergymnasium Eisengasse                | Bolligen                   |                                            |
| 1971      | Windpendel mit Rundlochblech         | Stahl               | Gymnasium Neufeld                        | Bern                       |                                            |
| 1971      | Strahlen-Windpendel                  | Stahl und Aluminium | Eichholz-Schulhaus                       | Grenchen                   |                                            |
| 1971      | Strahlen-Windpendel                  | Stahl und Aluminium | Landespolizeischule Strahlen-Windpendel  | Nüchel, Schleswig-Holstein |                                            |
| 1971      | Te Deum Laudamus                     | Stahl               | Reichenbachstrasse 114, Felsenauquartier | Bern                       |                                            |
| 1972–1973 | Fächer-Windpendel                    | Stahl und Aluminium | Ernst-Barlach-Gymnasium                  | Kiel                       |                                            |
| 1973      | Grosses Moiré-Objekt                 | Stahl               | Institut für Exakte Wissenschaften       | Bern                       |                                            |
| 1973      | Moiré-Windpendel                     | Stahl und Aluminium | Institut für Meereskunde                 | Kiel                       |                                            |
| 1991      | Moiré-Objekt                         |                     | Kulturweg Limmat                         |                            |                                            |

## Ausstellung
- 2006: Werner Witschi zum 100. Geburtstag. Bolligen, Reberhaus Bolligen, 25.–31. August